# 158472 Tiffanyfinley
158472 Tiffanyfinley è un asteroide della fascia principale. Scoperto nel 2002, presenta un'orbita caratterizzata da un semiasse maggiore pari a 2,6227512 au e da un'eccentricità di 0,1069380, inclinata di 3,13695° rispetto all'eclittica.